# الغواصة الألمانية يو-456
غواصة يو-456 غواصة يو بوت ألمانية من غواصة الفئة السابعة سي بنيت لسلاح بحرية ألمانيا النازية كريغسمارينه، في أحواض دويتشه فيرك خلال الحرب العالمية الثانية.